# 巴尔德施旺
巴尔德施旺是德国巴伐利亚州的一个市镇。总面积41.66平方公里，总人口259人，其中男性142人，女性117人（2011年12月31日），人口密度6人/平方公里。